# Supercopa do Brasil 2020
In 2020 werd de derde Supercopa do Brasil gespeeld tussen landskampioen en de bekerwinnaar. De competitie werd georganiseerd door de CBF en keerde terug na een afwezigheid van 28 jaar. De wedstrijd werd gespeeld op 26 februari en werd gewonnen door Flamengo.

## Deelnemers
| Club                 | Gekwalificeerd als           | Deelnames |
| -------------------- | ---------------------------- | --------- |
| Flamengo             | Kampioen Série A 2019        | 2de       |
| Athletico Paranaense | Kampioen Copa do Brasil 2019 | 1ste      |

## Wedstrijd
|                        |                                               |       |                      |                                                                                              |
| 16 februari 2020 11:00 | Flamengo                                      | 3 – 0 | Athletico Paranaense | Estádio Mané Garrincha, Brasília Toeschouwers: 48.009 Scheidsrechter: Wilton Pereira Sampaio |
| 16 februari 2020 11:00 | Bruno Henrique 14' Gabriel 29' Arrascaeta 68' |       |                      | Estádio Mané Garrincha, Brasília Toeschouwers: 48.009 Scheidsrechter: Wilton Pereira Sampaio |

| Flamengo | Athletico-PR |

## Kampioen
| Supercopa do Brasil de 2020  |
| Rio de Janeiro               |
| ---------------------------- |
| FLAMENGO Kampioen (1° titel) |

1990 · 1991 · 1992-2019 · 2020 · 2021 · 2022 · 2023 · 2024